# Unir (association politique)
Pour les articles homonymes, voir Unir.
Unir est une association politique fondée en 2006 par les dirigeants du courant minoritaire de la Ligue communiste révolutionnaire, organisés autour de la « plate-forme B » des XVIIe et XVIIIe congrès de la LCR (représentant 12 % de la LCR). 
À la suite de la dissolution de la LCR et de désaccords internes par rapport au Nouveau Parti anticapitaliste (NPA), l'association Unir est dissoute le 14 mars 2009. Une partie crée un nouveau courant interne au NPA, Convergences et alternative, pendant qu'une autre, autour de son principal animateur, Christian Picquet, fonde un nouveau mouvement : la Gauche unitaire.

## Orientations

### La perspective d'un parti antilibéral large
L'objectif affiché par Unir est le « rassemblement des courants et des forces politiques de gauche se situant sur le terrain de la lutte contre le libéralisme et pour la formation d’un front politique et social lors des échéances électorales et des mouvements sociaux ».
Il souhaite ainsi, à terme, un rassemblement de la gauche antilibérale dans un parti large qui allierait des formations révolutionnaires et des mouvements réformistes, qui serait « susceptible de changer la donne au sein de la gauche et de mettre un terme à la domination sur celle-ci du social-libéralisme porté par le Parti socialiste ». Un parti sur le modèle de Die Linke en Allemagne, par exemple.
Lors du XVIIe congrès de la LCR en janvier 2008, la plate-forme B (animée par Unir) s'oppose ainsi à la ligne majoritaire de construire un nouveau parti anticapitaliste « par le bas », considérant que le futur NPA ne doit pas se définir comme anticapitaliste et révolutionnaire, mais doit s'adresser à l'ensemble des courants antilibéraux — les révolutionnaires devraient se satisfaire de constituer un des courants dans le nouveau parti. Pour cette plate-forme, il faut donc chercher des accords avec les directions des courants constitués de la gauche antilibérale (par exemple des courants du PCF, des courants minoritaires du PS comme PRS). 
Cette plate-forme recueille alors 14 % des suffrages des militants.

### Alliances électorales
Unir prône des alliances électorales larges à gauche du Parti socialiste, des alliances de toute la « gauche de gauche », en rupture avec le social-libéralisme plutôt qu'avec le capitalisme (c'est-à-dire sur des bases antilibérales plutôt qu'anticapitalistes) et sans poser en préalable l'indépendance vis-à-vis du Parti socialiste, à l'image de l'arc de forces qu'a rassemblé le « Non » de gauche au référendum sur le Traité constitutionnel européen.
En ce sens, elle s'oppose à l'orientation politique majoritaire de la LCR pour la présidentielle de 2007 qui fait le choix de présenter son propre candidat Olivier Besancenot. Elle s'oppose ensuite à l'orientation politique majoritaire du NPA pour les européennes de 2009 en défendant qu'elle considère, à l'issue du congrès de fondation de celui-ci, comme une « logique de repli et [un] coup de force ».
L'amendement sur les européennes soutenu - entre autres - par Unir au congrès de fondation du NPA a recueilli 16 % des voix.    
La motion défendue - entre autres - par Unir, favorable à une participation au Front de gauche avec le PCF et le PG, a ensuite recueilli 3,7 % des voix du Conseil politique national le 8 mars 2009.

## Dissolution d'Unir
Alors que le conseil politique national du NPA acte par 190 voix contre 7 le choix de ne pas rejoindre le Front de gauche le 8 mars 2009, Christian Picquet et les principaux dirigeants de l'association Unir annoncent leur ralliement au Front de gauche via la création de la Gauche unitaire, une semaine avant l'assemblée générale d'Unir qui devait trancher la question.
Deux orientations s'opposent alors au sein de l'association Unir : une partie des militants pense qu'il faut rejoindre le Front de gauche avec le PCF et le PG, et décide de fonder la Gauche unitaire ; l'autre partie pense qu'il faut « poursuivre le combat unitaire dans le NPA » en créant un courant au sein de celui-ci.
Ce débat s'achève lors de l'assemblée générale de l'association, le 14 mars 2009, une semaine après l'annonce de la création de la Gauche unitaire. Les adhérents décident de dissoudre Unir, après avoir constaté qu'aucune des deux orientations ne pouvait se faire au nom d'Unir.
La Gauche unitaire est officiellement fondée le même jour par l'adoption d'une déclaration de constitution.
Déclarant dans un premier temps qu'ils ne renonçaient pas à leur appartenance au NPA, les militants de la GU ont ensuite quitté le NPA,.
Les militants défendant la perspective de la construction d'un courant dans le NPA adoptent un appel en ce sens, avant de constituer officiellement le courant « Convergences et alternative » le 17 mai 2009. Après avoir défendu les alliances avec le Front de gauche au sein du NPA, ce courant finit par prendre son indépendance après le congrès en février 2011, puis rejoint à son tour le Front de gauche en juin 2011.